# هوراسيو أكافالو
هوراسيو أكافالو (بالإسبانية: Horacio Accavallo)‏ مواليد 14 أكتوبر 1934 في بوينس آيرس، الأرجنتين، هو ملاكم أرجنتيني سابق صنّف ضمن فئة وزن الذبابة. حقق بطولة رابطة الملاكمة العالمية وبطولة المجلس العالمي للملاكمة.

## إحصائيات
خاض خلال مسيرته 83 نزالا، فاز في 75 وتعادل في 6 وخسر في 2. فاز بالضربة القاضية في 34 نزالا.

## روابط خارجية
- هوراسيو أكافالو على موقع بوكس ريك (الإنجليزية) (registration required)